# Keppel Harcourt Barnard
Pour les articles homonymes, voir Barnard.
Keppel Harcourt Barnard est un naturaliste britannico-sud-africain, né le 31 mars 1887 et mort le 22 septembre 1964.

## Biographie
Il fait ses études à Cambridge où il est diplômé de botanique, de géologie et de zoologie. Il obtient un diplôme de droit à Londres. Il travaille au département de biologie marine du Muséum d’Afrique du Sud du Cap qu’il dirige de 1946 à 1956. Il fait paraître près de 230 publications scientifiques sur les poissons, les insectes et les crustacés.